# Ana Paula Larroza
Ana Paula Puglia Larroza est une ancienne joueuse brésilienne de volley-ball née le 11 mars 1980 à Presidente Bernardes (São Paulo). Elle mesure 1,75 m et jouait au poste de libero. 

## Clubs
| Club                  | De        | À         |
| --------------------- | --------- | --------- |
| SRE de Ribeirão Preto | 1997-1998 | 1999-2000 |
| Macaé Sports          | 2000-2001 | 2000-2001 |
| EC Pinheiros          | 2001-2002 | 2001-2002 |
| Macaé Sports          | 2002-2003 | 2002-2003 |
| Campos de Goytacazes  | 2003-2004 | 2004-2005 |
| São Caetano           | 2005-2006 | 2006-2007 |
| CV Ciutadella         | 2007-2008 | 2008-2009 |
| AD Brusque            | 2009-2010 | 2009-2010 |
| Praia Clube           | 2010-2011 | 2010-2011 |
| Rio do Sul            | 2011-2012 | 2012-2013 |
| São Caetano           | 2013-2014 | 2014-2015 |